# Hanns Vogel

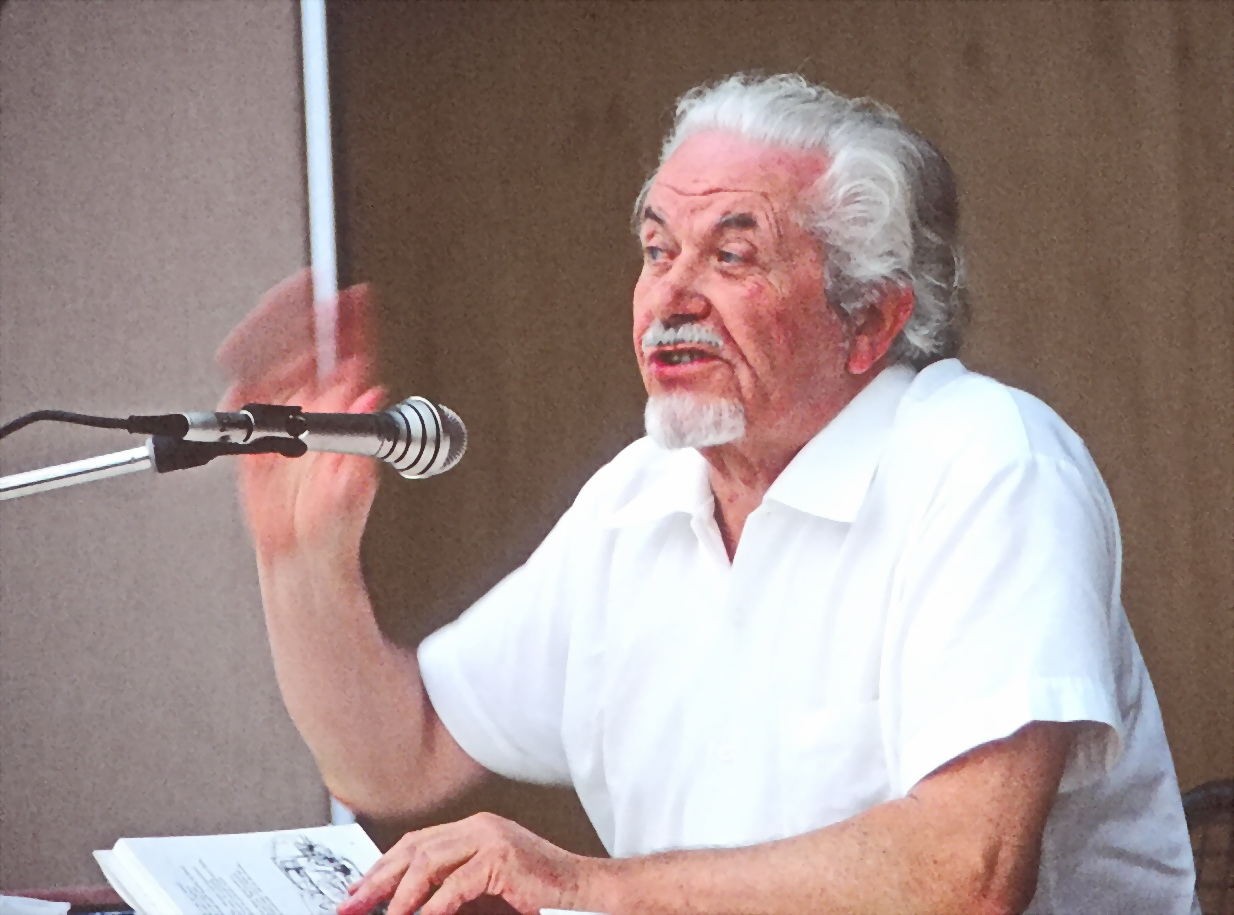
Hanns Vogel auf der IGA 1983

Hanns Vogel (* 13. August 1912 in München-Schwanthalerhöhe; † 14. November 2005 ebenda) war ein deutscher Schriftsteller, Dramaturg und Theaterleiter. Er ist Gründer der Autorenvereinigung Münchner Turmschreiber.

## Leben
Als Sohn eines Inspizienten am Bayerischen Staatsschauspiel kam Hanns Vogel schon früh mit dem Theater in Berührung. Nach dem Studium für Bühnenregie arbeitete er neben berühmten Theaterleuten wie Heinrich George und Albert Florath. Es folgten bald eigene Inszenierungen auf verschiedenen Bühnen. Seine Dramen, Gedichte und Erzählungen verfasste er überwiegend in bairischer Mundart. Vogel war in den 1960er und 1970er Jahren im Kulturreferat der Landeshauptstadt München tätig und u. a. verantwortlich für die Organisation der 800-Jahr-Feier der Stadt sowie die Ausrichtung von Münchner Stadtteilfesten. 1959 gründete Hanns Vogel mit sieben weiteren Autoren die angesehene Autorenvereinigung Münchner Turmschreiber, deren Leitung er bis 1979 innehatte.
Hanns Vogel erhielt zahlreiche Ehrungen und Auszeichnungen, u. a. den Bayerischen Verdienstorden, den Bayerischen Poetentaler und die Medaille München leuchtet.

## Auszeichnungen
- 1962: Bayerischer Poetentaler der Münchner Turmschreiber